# Parti communiste (Suède)
Pour les articles homonymes, voir Parti communiste suédois et Parti communiste révolutionnaire.
Le Kommunistiska Partiet (Parti communiste, KP) est un parti d'extrême gauche suédois, appelé précédemment, de 1970 à 1977,  Ligue communiste des marxistes-léninistes (révolutionnaires) (Kommunistiska Förbundet Marxist-Leninisterna (revolutionärerna), KFML(r)), puis, de 1977 à 2004, Parti communiste marxiste-léniniste (révolutionnaires) (Kommunistiska Partiet Marxist-Leninisterna (revolutionärerna), KPML(r)).
Le KPML(r) est né en 1970, en tant que scission du KPML pro-chinois, dont il dénonçait l'évolution « réformiste ». Il conserve à ce jour une ligne marxiste-léniniste et anti-révisionniste.
Le KP ne participe pas aux scrutins nationaux et se concentre sur les scrutins municipaux. Depuis les années 1980, il a obtenu des élus dans divers conseils municipaux, notamment à Göteborg. Le KP détient six conseillers municipaux depuis les élections de 2010.
Sur le plan international, le KP entretient notamment des relations avec le Front Polisario, le Parti du travail de Corée, le Parti du travail de Belgique, le Parti communiste de Grèce, le Front populaire de libération de la Palestine, le Pôle de renaissance communiste en France et le Parti communiste des Philippines.